# 朱迪·布鲁姆
朱迪·布鲁姆（Judy Blume，原名Judith Sussman；1938年2月12日—）是一位美国作家，擅长儿童和青年小说。她的知名作品有"Are You There God? It's Me, Margaret"（1970年），"Tales of a Fourth Grade Nothing"（1972年），"Deenie"（1973年）和"Blubber"（1974年）。
布鲁姆在1969年出版了她的第一部小说，被认为是第一批撰写青年小说的作者之一，这些小说当时被认为是禁忌的话题。据布鲁姆所说，“我想说实话。我觉得没有一个成年人对我诚实。我们没有得到我们应该得到的信息。”布鲁姆因解决粉丝关于自慰、月經到青少年性行为、避孕和死亡等常见但无人倾诉的烦恼而受到好评。这也导致了希望禁止她的书籍的个人和团体的批评。美國圖書館協會（ALA）称布鲁姆为21世纪最受挑战的作家之一。
尽管布鲁姆受到很多批评，但她的书已售出超过8200万册，并且已被翻译成32种语言。她的作品获得了多项奖项，包括美國圖書館協會的玛格丽特·爱德华兹奖，以表彰她对青年成人文学的贡献。2004年被授予美国国家图书基金会勋章，以表彰她对美国文学的杰出贡献。

## 延伸阅读
- Blume, Judy (1999). Authors and Artists for Young Adults (Gale Research), 26: 7–17. Summarizes and extends 1990 article, with more emphasis on Blume's impact and censorship issues. By R. Garcia-Johnson.
- Blume, Judy (1990). Authors and Artists for Young Adults (Gale Research), 3: 25–36. Incorporates extensive passages from published interviews with Blume.
- Lee, Betsy. Judy Blume's Story, Dillon Pr., 1981. ISBN 0875182097.